# Hipótesis de la Tierra púrpura

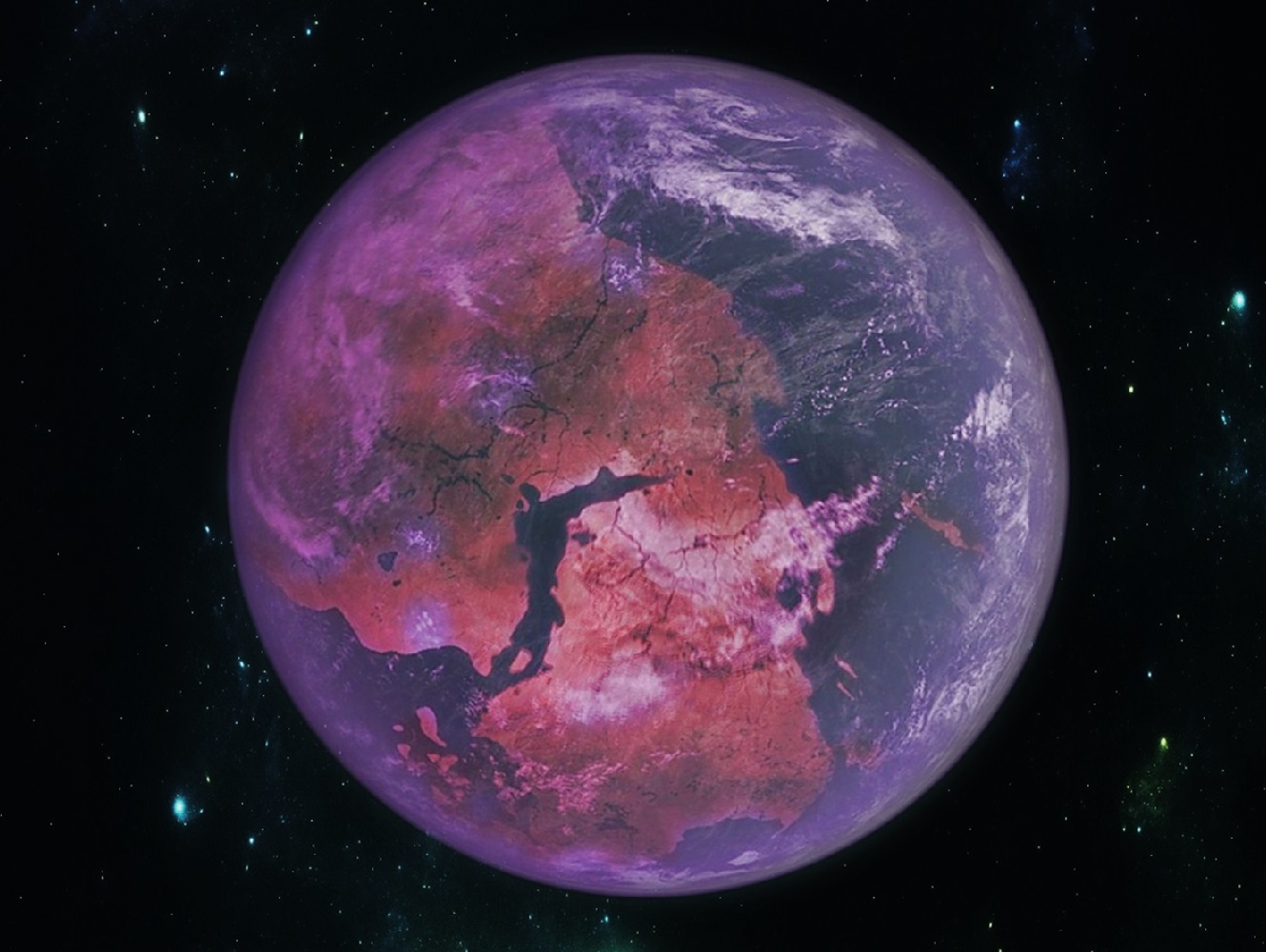
Recreación artística de la Tierra púrpura.

La hipótesis de la Tierra púrpura es una hipótesis astrobiológica que propone que las formas de vida fotosintéticas de la Tierra primitiva se basaban en retinal en vez de clorofila, lo que hacía que la Tierra pareciera púrpura en lugar de verde.
Un ejemplo de organismos basados en retinal que existen en la actualidad son los microbios fotosintéticos pertenecientes a la clase Haloarchaea. Muchas haloarqueas contienen la proteína retiniana bacteriorodopsina, esto crea un gradiente de protones a lo largo de la membrana de la célula que permite la síntesis de ATP. La membrana púrpura haloarqueal constituye uno de los sistemas bioenergéticos más simples conocidos para recolectar energía luminosa. 

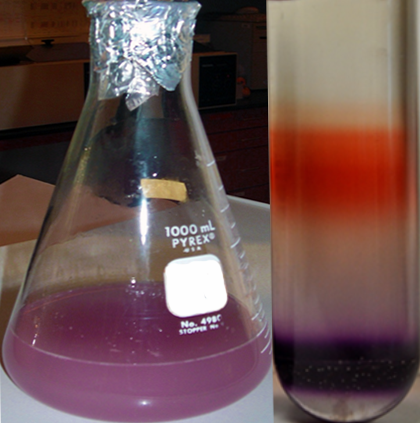
Cultivo (izquierda) y membrana (derecha) de Haloarchaea.

La membrana púrpura que contiene retinal exhibe un solo pico de absorción de luz centrado en la región verde-amarilla rica en energía del espectro solar, lo que permite la reflexión de luz roja y azul y da como resultado un color púrpura intenso. Los pigmentos de clorofila, por el contrario, absorben la luz roja y azul, pero poca o ninguna luz verde, lo que da como resultado el color verde característico de las plantas, las cianobacterias y las membranas fotosintéticas. Los microorganismos con pigmentos morados y verdes coexisten con frecuencia en comunidades estratificadas donde pueden utilizar regiones complementarias del espectro solar. 

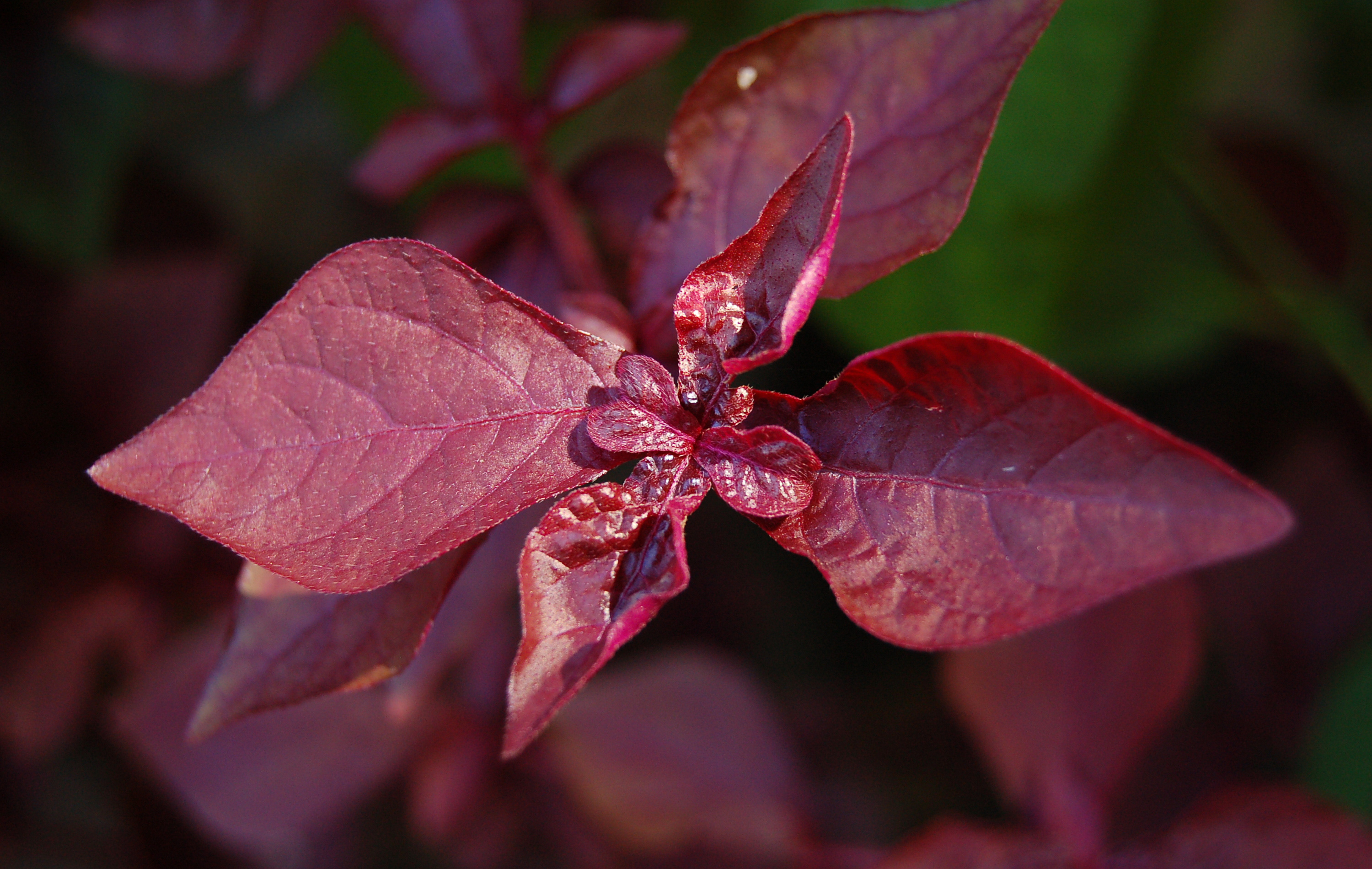
Algunas plantas producen pigmentos púrpuras.

La simplicidad de los pigmentos retinianos haloarqueales en comparación con la membrana fotosintética más compleja a base de clorofila, su asociación con lípidos isoprenoides en la membrana celular, así como el descubrimiento de componentes de la membrana arquea en sedimentos antiguos en la Tierra primitiva son consistentes con una aparición temprana de formas de vida con membrana púrpura antes de la fotosíntesis verde. La coexistencia de microorganismos que contienen pigmento púrpura y verde en muchos entornos sugiere su coevolución. Los astrobiólogos han sugerido que los pigmentos de retinal pueden servir como biofirmas remotas en la investigación de exoplanetas.